# Paul V. McNutt
Paul Vories McNutt (Franklin (Indiana), 19 de julio de 1891 - Nueva York, 24 de marzo de 1955) fue un político estadounidense que sirvió como el 34.º gobernador de Indiana durante la Gran Depresión, como alto comisionado de las Filipinas, como administrador de la Agencia Federal de Seguridad, como presidente de la Comisión War Manpower y como embajador en Filipinas.

## Biografía
Era el único hijo de John C. McNutt y de Ruth. Sus padres eran maestros de escuela cuando se conocieron, pero su padre comenzó a practicar antes de que él naciera. La familia se mudó a Indianápolis en 1893, donde su padre se había convertido en bibliotecario de la Corte Suprema de Indiana. McNutt estaba matriculado en una escuela pública en la ciudad y asistió durante dos años. En 1898 su padre renunció a su cargo y se trasladó de nuevo a Martinsville, donde abrió una oficina de abogados. McNutt fue trasladado a una escuela local, donde asistió hasta su graduación.
En 1909, entró McNutt la Universidad de Indiana, donde fue activo en la política del campus, actuó en producciones teatrales estudiantiles y fue muy amigo de Wendell Willkie, el futuro candidato republicano a la presidencia de Estados Unidos que, como McNutt, que entonces era un demócrata . Después de graduarse de Indiana en 1913, McNutt fue a la Escuela de Derecho de Harvard, donde se convirtió en miembro de la Fraternidad Acacia, también empezó un trabajo extracurricular como periodista de United Press y escritor deportivo. McNutt tomó su título de abogado en la Universidad de Harvard en 1916, y luego volvió a Martinsville en donde fue derrotado por estrecho margen en una carrera por el condado contra el fiscal de Morgan.

## Profesor
Al año siguiente empezó a trabajar como ayudante de profesor en la Escuela de Derecho de la Universidad de Indiana, pero lo dejó para alistarse en el ejército de Estados Unidos , cuando los Estados Unidos entraron en la Primera Guerra Mundial I. Aunque McNutt se convirtió en un importante en el campo de la artillería , pasó la guerra en las bases de Tejas y Carolina del Sur . Mientras que en Texas, conoció y se casó con su esposa, Kathleen. Dejó el servicio activo en 1919, pero más tarde se convirtió en un completo coronel en la reserva.